# Liolaemus montanus
Liolaemus montanus — вид ігуаноподібних ящірок родини Liolaemidae. Ендемік Аргентини.

## Поширення і екологія
Liolaemus montanus відомі з типової місцевості, розташованої на горі Сьєрра-Манчао в провінції Катамарка. Вони живуть на високогірних луках пуна, серед скель. Зустрічаються на висоті понад 3800 м над рівнем моря. Живляться комахами, є живородними.